# Alepes melanoptera
Alepes melanoptera är en fiskart som först beskrevs av Swainson, 1839.  Alepes melanoptera ingår i släktet Alepes och familjen taggmakrillfiskar. Inga underarter finns listade i Catalogue of Life.

## Bildgalleri

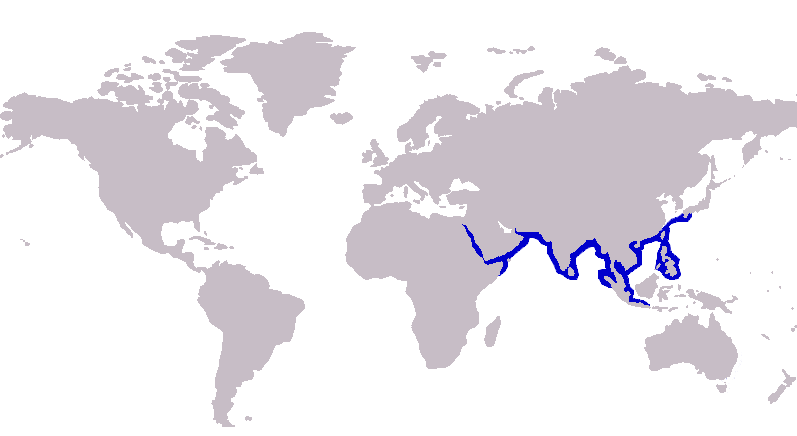
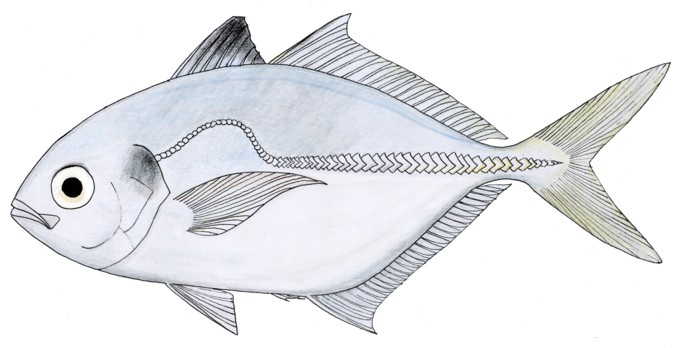